# Österlisa
Österlisa är en bebyggelse norr om Länna kyrksjö i Länna socken i Norrtälje kommun. Från 2015 avgränsar SCB här en småort.